# 이나코자와역
이나코자와역(일본어: 伊那小沢駅)은 일본 나가노현 시모이나군 덴류촌에 위치한 도카이 여객철도 이다선의 철도역이다. 상대식 승강장 2면 2선의 구조를 갖춘 지상역이다.

## 타는 곳
| 승강장 | 노선     | 방향 | 행선지                   |
| ------ | -------- | ---- | ------------------------ |
| 1      | ■ 이다선 | 하행 | 덴류쿄 · 이다 방면       |
| 2      | ■ 이다선 | 상행 | 주부텐류 · 도요하시 방면 |

## 역 주변
- 덴류강

## 역사
- 1936년 12월 30일 : 산신 철도의 고와다 - 미쓰시마 (현 · 히라오카)간 연신 때에 개업. 일반역.
- 1943년 8월 1일 : 산신 철도가 이다선의 일부로서 국유화되어, 일본국유철도의 역이 되다.
- 1971년 12월 1일 : 화물 · 하물의 취급을 폐지.
- 1984년 2월 24일 : 이다선 남부 CTC화에 수반해 무인화.
- 1987년 4월 1일 : 일본국유철도 분할 민영화에 의해, 도카이 여객철도가 승계.
- 2000년 2월 12일 : 신 대합실 완성.

## 인접 역
| 도카이 여객철도 이다선       | 도카이 여객철도 이다선 | 도카이 여객철도 이다선 |
| ---------------------------- | ---------------------- | ---------------------- |
| 미사쿠보 도요하시 방면       | ■ 쾌속 (상행선만 운전) | 히라오카 고마가네 방면 |
| 나카이사무라이 도요하시 방면 | ■ 보통                 | 우구스 다쓰노 방면     |